# Collégiale Saint-Gengoult
De Collégiale Saint-Gengoult is een gotische kapittelkerk in de Franse stad Toul. Met de bouw van de kerk werd in 1219 begonnen. De kerk is gewijd aan de heilige Gangulf van Varennes.
Tot de kerk behoort een kruisgang in flamboyant gotische stijl, die tussen 1510 en 1530 werd gebouwd.